# Sevvostlag

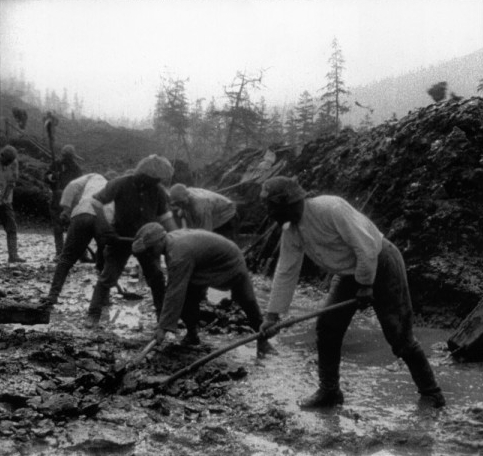
Prigionieri del Sevvostlag durante la costruzione di una strada.

Il Sevvostlag (in russo Севвостлаг?) forma abbreviata di Severo-vostočnye ispravitel'no-trudovye lagerja (Campi di lavoro correttivi nord orientali) era un sistema di campi di lavoro sovietici. 
Il campo venne instaurato nell'aprile del 1932 per soddisfare le necessità di manodopera del trust Dal'stroj nella regione della Kolyma, le sue principali attività economiche erano l'estrazione dell'oro e la costruzione di strade, tra cui va annoverata la tristemente nota strada delle ossa.
Tra i detenuti (che arrivarono ad essere quasi duecentomila nel periodo di picco) vi furono il poeta Osip Mandel'štam e lo scrittore Varlam Šalamov, che testimoniò le sue esperienza ne I racconti di Kolyma.